# Polisportiva Milan
La Polisportiva Milan o Polisportiva Mediolanum, già Mediolanum Sport e poi Milan Athletic Club, fu una società polisportiva del gruppo Fininvest attiva a Milano tra il 1989 e il 1994.

## Storia
Venne fondata da Silvio Berlusconi, dal 1986 patron della squadra di calcio del Milan, con l'obiettivo di raccogliere in un'unica società, sotto le più note insegne milaniste, le squadre di diversi sport praticati nella città di Milano: baseball, hockey su ghiaccio, pallavolo e rugby.
Le rispettive sezioni, inizialmente tutte sponsorizzate dal marchio Mediolanum anch'esso nell'orbita Fininvest, raggiunsero in breve tempo i massimi livelli nazionali e internazionali grazie a ingenti investimenti e all'ingaggio di alcuni tra i maggiori esponenti delle loro discipline. Coordinatore della polisportiva fu, fino al 1991, Fabio Capello.
L'associazione venne di fatto smantellata nel 1994 in seguito alla riduzione del budget a essa riservata, dovuta agli scarsi risultati economici portati dalla maggior parte delle sezioni, incapaci di far fronte ai massicci investimenti sostenuti; ciò unito al fatto che, pur tentando varie volte, Berlusconi mai riuscì a far entrare nella polisportiva l'unica società cittadina extracalcistica capace di garantire un buon seguito di pubblico e relativo indotto commerciale, la squadra di pallacanestro dell'Olimpia Milano. Fininvest tornò quindi a impegnarsi unicamente nel calcio, dove manterrà la proprietà del Milan fino al 2017.
Dallo scioglimento della polisportiva si salvò inizialmente la sola squadra di rugby, che rimase di proprietà di Berlusconi fino al 1998.

## Sezioni

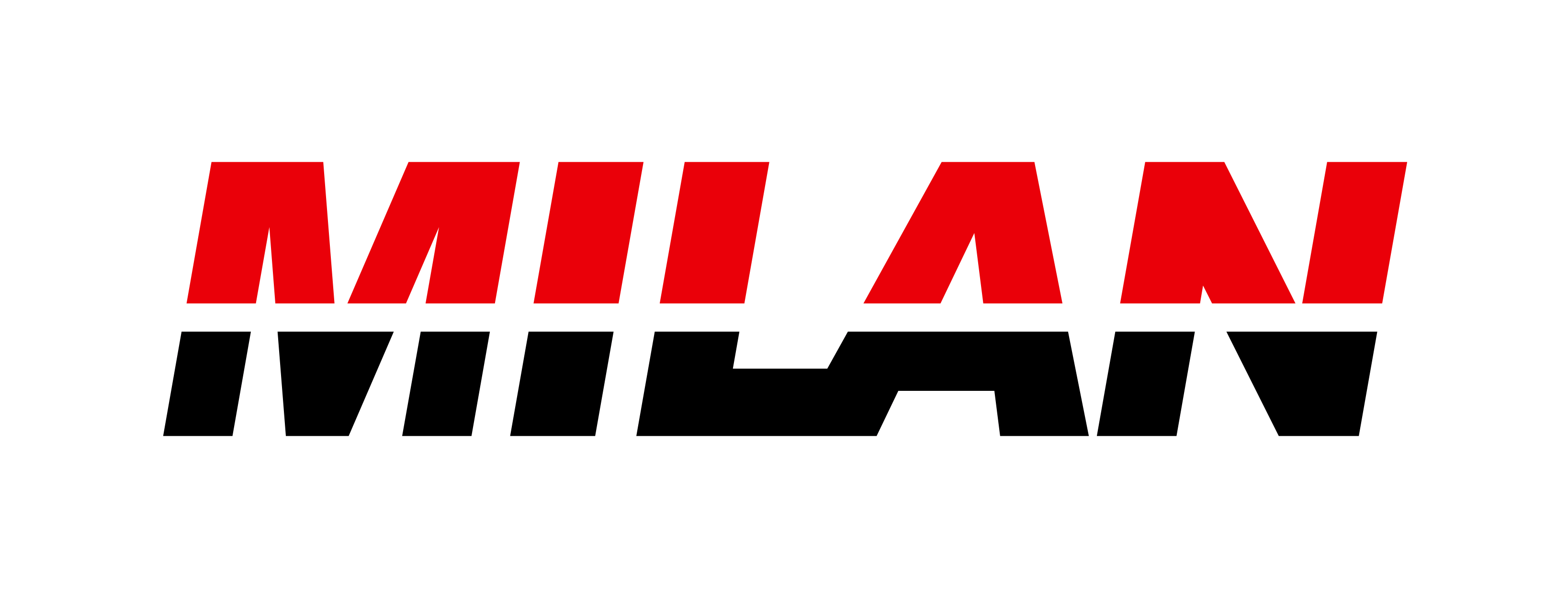
Il wordmark «MILAN» nato in seno alla squadra di calcio nella seconda metà degli anni 1980, e poi esteso alle altre sezioni nella stagione 1993-1994, quella conclusiva della polisportiva.

La polisportiva era composta da cinque sezioni, tutte maschili; eccezion fatta per la squadra calcistica, a tutte le altre venne inoltre affiancato il marchio pubblicitario Mediolanum – già sponsor di maglia – alle rispettive denominazioni sociali:
- Baseball: il Milano vincitore di 2 Coppe Italia (1990 e 1991), 2 Coppe delle Coppe (1991 e 1992) e 1 Supercoppa CEB (1992). Chiusa l'epoca Mediolanum, la squadra fu costretta ad autoretrocedersi in Serie C nel 1994.
- Calcio: il Milan vincitore di 3 scudetti (1991-1992, 1992-1993, Serie A 1993-1994), 3 Coppe dei Campioni (1988-1989, 1989-1990 e 1993-1994), 3 Supercoppe di Lega (1992, 1993, 1994), 3 Supercoppe UEFA (1989, 1990 e 1994) e 2 Coppe Intercontinentali (1989, 1990).
- Hockey su ghiaccio: i Devils Milano vincitori di tre scudetti (1991-92, 1992-93, 1993-94) e un'Alpenliga (1991-92). Abbandonati dalla polisportiva, i Devils andarono dapprima incontro al trasferimento, avvenuto nel 1996, a Courmayeur e poi alla chiusura definitiva.
- Pallavolo: il Gonzaga Milano vincitore di una Coppa delle Coppe (1992-93) e di due Coppe del Mondo per club (1990 e 1992). Dopo l'addio della Fininvest il club, travolto da problemi finanziari, cedette al Petrarca i diritti alla partecipazione alla Serie A1, reiscrivendosi in Serie B2.
- Rugby: l'Amatori Milano vincitrice di 4 scudetti (1990-91, 1992-93, 1994-95 e 1995-96) e una Coppa Italia (1994-95). Il club, trascurato dalla proprietà che non lo riteneva più un veicolo di promozione, al termine della stagione 1997-98 – dopo il previsto smantellamento della polisportiva, già iniziato a partire dal 1994 e che aveva risparmiato fino a quel momento, oltre al calcio, solo la palla ovale – si trovò sprovvisto dei mezzi economici per continuare a disputare il campionato, venendo costretto alla fusione con il Calvisano. Relativamente l'epoca Mediolanum, l'Amatori fu anche oggetto di indagine da parte della magistratura per via di alcuni compensi non dichiarati al fisco, nel periodo in cui il rugby era ancora formalmente dilettantistico.

## Galleria d'immagini

I calciatori Rijkaard, van Basten e Gullit con il Milan sponsorizzato Mediolanum nella stagione 1988-89.
I baseballer Capuozzo, Neri e Moia alla Mediolanum Milano nel 1992.
I pallavolisti Zorzi, Galli e Dvorak alla Mediolanum Gonzaga nella stagione 1990-91.
Gli hockeisti dei Mediolanum Devils festeggiano lo scudetto 1991-92 con il patron Silvio Berlusconi.
Il rugbista Campese e l'allenatore Ella all'Amatori Mediolanum nella stagione 1991-92.